# Гостеприїмна
Гостеприї́мна (рос. Гостеприимная) — селище у складі Світлинського району Оренбурзької області, Росія.

## Населення
Населення — 16 осіб (2010; 25 у 2002).
Національний склад (станом на 2002 рік):
- казахи — 48 %
- росіяни — 32 %